# Euphorbia inundata
Euphorbia inundata är en törelväxtart som beskrevs av John Torrey och Alvin Wentworth Chapman. Euphorbia inundata ingår i släktet törlar, och familjen törelväxter.

## Underarter
Arten delas in i följande underarter:
- E. i. garrettii
- E. i. inundata